# Welcome to the World
Welcome to the World es el segundo y último álbum de la banda de rock progresivo Psycho Motel, liderada por el guitarrista de Iron Maiden, Adrian Smith. El vocalista en este caso fue Andy Makin. Contó también con las participaciones de Scott Gorham de Thin Lizzy y Dave Murray de Iron Maiden como artistas invitados. 
En 2006, fue relanzado con dos bonus tracks.

## Lista de canciones
- "The Last Chain" – 5:04 (Smith/Makin)
- "A Quarter to Heaven" – 5:22 (Smith/Makin)
- "Rain" – 4:30 (Smith)
- "Believe" – 5:02 (Smith/Makin)
- "With You Again" – 4:31 (Smith/Makin)
- "Into the Back" – 5:57 (Smith/Makin)
- "No Loss to Me" – 5:20 (Smith/Makin)
- "Underground" – 5:26 (Smith)
- "Welcome to the World" – 5:46 (Smith)
- "Something Real" – 4:42 (Smith/Makin)
- "Innocence" – 4:23 (Sturgis)
- "I'm Alive" – 5:33 (Smith/Makin)
- "Hypocrisy" – 4:25 (Smith/Leideman/Makin)
- "Wait" - 4:37 (Smith)(Bonus track)
- "Just Like A Woman - 5:21 (Smith)(Bonus track)

## Personal
- Adrian Smith (guitarra, coros)
- Andy Makin (voz)
- Gary Leideman (bajo)
- Mike Sturgis (batería)
- Richard Cottle (teclados)
- Martin Ditcham (percusión)
- Dave Murray (primer solo de guitarra en la canción 5)
- Scott Gorham (solo de guitarra en la canción 12)
- (Hans Olav) Solli (voz en bonus tracks)